# ブランドン・ジェイ・マクラレン
ブランドン・ジェイ・マクラレン（Brandon Jay McLaren、1981年10月15日 - ）は、カナダの俳優。

## 人物
ブリティッシュコロンビア州バンクーバー出身。奨学金を得てニューヨーク州立大学オールバニ校で学び、ヒューマンバイオロジーの学位を取得。

## 受賞・ノミネート歴
- レオアワード最優秀助演男優賞ドラマシリーズ候補『THE KILLING〜闇に眠る美少女』（2012年） - ベネット・アフメッド役[2]
- ゴールデン・メープル・アワード（2015年） - テレビシリーズ男優賞[3]

## 出演作品

### テレビドラマ
- Just Cause(2003)
  - 第20話「Blackboard Jungle」 - モーリス
- Black Sash(2003)
  - 第6話「Snap Shots」 - アントワン
- ヤング・スーパーマン Smallvill(2004 - 2006)
  - シーズン3第22話「別れの誓約 / Covenant」(2004) - 出前の男
  - シーズン6第6話「運命の受容 / Fallout」(2006) - ヤンス
- The Chris Isaak Show(2004)
  - シーズン3第5話「The Little Mermaid」 - クラーク
- The Collector(2004)
  - シーズン1第1話「The Rapper」 - 捜索隊メンバー1
- The Days(2004) - テリー・モーガン
- パワーレンジャー・S.P.D. Power Rangers S.P.D(2005) - ジャック・ランダース / レッドレンジャー（声）
- Reunion(2005)
  - シーズン1第7話「1992」 - アンソニー
- ブレイド ブラッド・オブ・カソン Blade: The Series(2006)
  - 第4話「 Bloodlines」 - ラン・ラン
- The Best Years(2007 - 2009) - デヴォン・シルヴァー
- ハーパーズ・アイランド 惨劇の島 Harper's Island(2009) - ダニー・ブルックス
- カイルXY Kyle XY(2009)
  - シーズン4第6話「ラトノックへようこそ / Welcome To Latnok」 - チャド
- CSI:科学捜査班 CSI: Crime Scene Investigation(2009)
  - シーズン10第7話「CSI:トリコロジー / The Lost Girls」 - アンソニー・サミュエルズ
- ヒューマン・ターゲット Human Target(2010)
  - 第7話「終わりなき逃走 / Run」 - オマー
- ビーイング・エリカ Being Erica(2010 - 2011) - レーニン
- R.L. Stine's The Haunting Hour(2011)
  - シーズン1第7話「Game Over」 - メイヘム少佐
- THE KILLING〜闇に眠る美少女 The Killing(2011 - 2012) - ベネット・アフメッド
- フォーリング スカイズ Falling Skies(2012) - ジャミル・デクスター
- 西海岸捜査ファイル グレイスランド Graceland(2013) - デール・“DJ”・ジェイクス

### 映画
- スクービー・ドゥー2 モンスターパニック Scooby-Doo 2: Monsters Unleashed(2004) - スケーター2
- アメリカン・ピーチパイ American Peach Pie(2006) - トビー
- Scar(2007) - ハワード
- Vice(2008) - ギャングの運転手
- Ratko: The Dictator's Son(2009) - ジュワン
- わすれた恋のはじめかた Love Happens(2009) - モホーク
- タッカーとデイル 史上最悪にツイてないヤツら Tucker & Dale vs. Evil(2010) - ジェイソン
- Dead Before Dawn 3D(2012) - ダズル
- Plush(2013) - ブッチ・ホプキンス

### 短編映画
- Ashes Fall(2007) - オーウェン
- Two Knots(2011) - デヴォン※製作担当
- Seasick Sailor(2013) - ビッグ・ガイ

### テレビ映画
- スナイパー 連続狙撃犯 D.C. Sniper: 23 Days of Fear(2003) - 目撃者
- Perfect Romance(2004) - 学生
- Hybrid(2007) - アシュモア
- Love Sick: Secrets of a Sex Addict(2008) - ガブリエル
- YETI イエティ Yeti: Curse of the Snow Demon(2008) - ライス
- フィアー・フロム・デプス Sea Beast(2008) - ドリュー
- Cole(2009) - クレイ
- Revolution(2009) - トレント
- Betwixt(2010) - デッカー
- Normal(2011) - ネイト・ヘンリー
- Three Inches(2011) - マックリン・スポルテッロ
- 17th Precinct(2011) - アンドレス・ロペス

### オリジナルビデオ
- Have You Heard? Secret Central(2004) - エディ・エドワーズ
- ドクター・ドリトル ザ・ファイナル Dr. Dolittle: Million Dollar Mutts(2009) - ブランドン・ターナー
- Hard Ride to Hell(2010) - ダーク